# گرنفل، نیو ساوت ولز
گرنفل (به انگلیسی: Grenfell) یک شهرک در استرالیا است که در Weddin Shire واقع شده‌است.